# Chisocheton novobritannicus
Chisocheton novobritannicus är en tvåhjärtbladig växtart som beskrevs av P.F Stevens. Chisocheton novobritannicus ingår i släktet Chisocheton och familjen Meliaceae. Inga underarter finns listade i Catalogue of Life.